# Crkva sv. Duha u Vrbanju
Župna crkva sv. Duha u Vrbanju na Hvaru nalazi se na raskrižju puteva koji iz Vrbanja vode u Dol, Svirče i Vrbosku. Zaštićena kao kulturno dobro.

## Povijest
Već u 15. st. na ovom mjestu postoji crkva posvećena sv. Duhu. Današnja crkva je posvećena 1793.

## Opis
Srednji brod je pokriven slomljenim svodom, a bočni križnim. Brodovi su međusobno odvojeni četvrtastim pilastrima i polukružnim lukovima. Apsida je četvrtasta. Crkva je posvećena 1793. godine. Zvonik je izgrađen 1900. godine. U novije vrijeme pročelje je izmijenjeno, a crkva produljena.
Crkva je velika, no jednostavna, trobrodna građevina s četvrtastom apsidom. Pročelje je raščlanjeno s tri portala te s pet visokih i uskih prozora. Brodove dijele četvrtasti pilastri i lukovi. Brodovi su svođeni i to glavni brod slomljenim svodom, a bočni brodovi križnim. Od crkve je odvojen zvonik sagrađen 1900. godine. Građevinske radove na zvoniku vodio je zidarski majstor Ivan Zane Lušić. U novije vrijeme pročelje je izmijenjeno i crkva produljena.
Srednji brod je pokriven slomljenim svodom, a bočni križnim. Brodovi su međusobno odvojeni četvrtastim pilastrima i polukružnim lukovima. Apsida je četvrtasta. Crkva je posvećena 1793. godine. Zvonik je izgrađen 1900. godine. U novije vrijeme pročelje je izmijenjeno, a crkva produljena.
Oltari crkve su od mramora i potječu iz 18. st. Na glavnom oltaru se nalazi slika "Silazak sv. Duha", djelo Baldassarea d'Anne, koja se nekad nalazila u dominikanskoj crkvi u Hvaru. U crkvi se nalaze i slika Bogorodice iz 17./18. st., slika Gospe od Milosrđa na oltaru sv. Nikole, donesena iz samostana na otočiću Šćedru, te procesijski svijećnjaci iz 18. st.

## Zaštita
Pod oznakom Z-6439 zavedena je kao nepokretno kulturno dobro - pojedinačno, pravna statusa zaštićena kulturnog dobra, klasificirano kao sakralna graditeljska baština.

## Vanjske poveznice
- Kovačić, Joško. 1993. Spomenici u Vrbanju na Hvaru. O 200. obljetnici posvete župne crkve. Služba Božja: liturgijsko-pastoralna revija. 33 (3): 245–266. ISSN 0037-7074